# Partit Popular Turcman
Partit Popular Turcman (anglès: Turkmen People's Party, turc: Türkmen Halk Partisi) és un partit polític dels turcmans de l'Iraq, fundat el 1997 al Kurdistan Iraquià i oposat a Saddam Hussein; va poder operar fins a la caiguda del dictador a causa de la invasió americana del 2003. És partidari d'un acord ampli amb els àrabs.